# سرمایه‌داری و آزادی
سرمایه‌داری و آزادی (به انگلیسی: Capitalism and Freedom) کتابی است از میلتون فریدمن که نخستین بار در ۱۹۶۲ توسط انتشارات دانشگاه شیکاگو منتشر شد و نقش سرمایه‌داری اقتصادی در جامعهٔ لیبرال را مورد بحث قرار می‌دهد. در هیجده سال نخست ۴۰۰٬۰۰۰ نسخه از آن فروخته شد، و از ۱۹۶۲ بیش از یک میلیون نسخه از آن به فروش رفته است. میلتون فریدمن استدلال می‌کند که آزادی اقتصادی پیش شرطی برای آزادی سیاسی است. او «لیبرال» را در زمینهٔ روشنگری اروپایی تعریف می‌کند، و آن را با کاربرد آمریکایی که او از رکود بزرگ به بعد منحرف شده می‌داند در تضاد قرار می‌دهد. بسیاری در آمریکای شمالی که خود را محافظه‌کار یا لیبرترین می‌خوانند برخی از دیدگاه‌های او را اختیار کرده‌اند.